# Eugen Schlachter

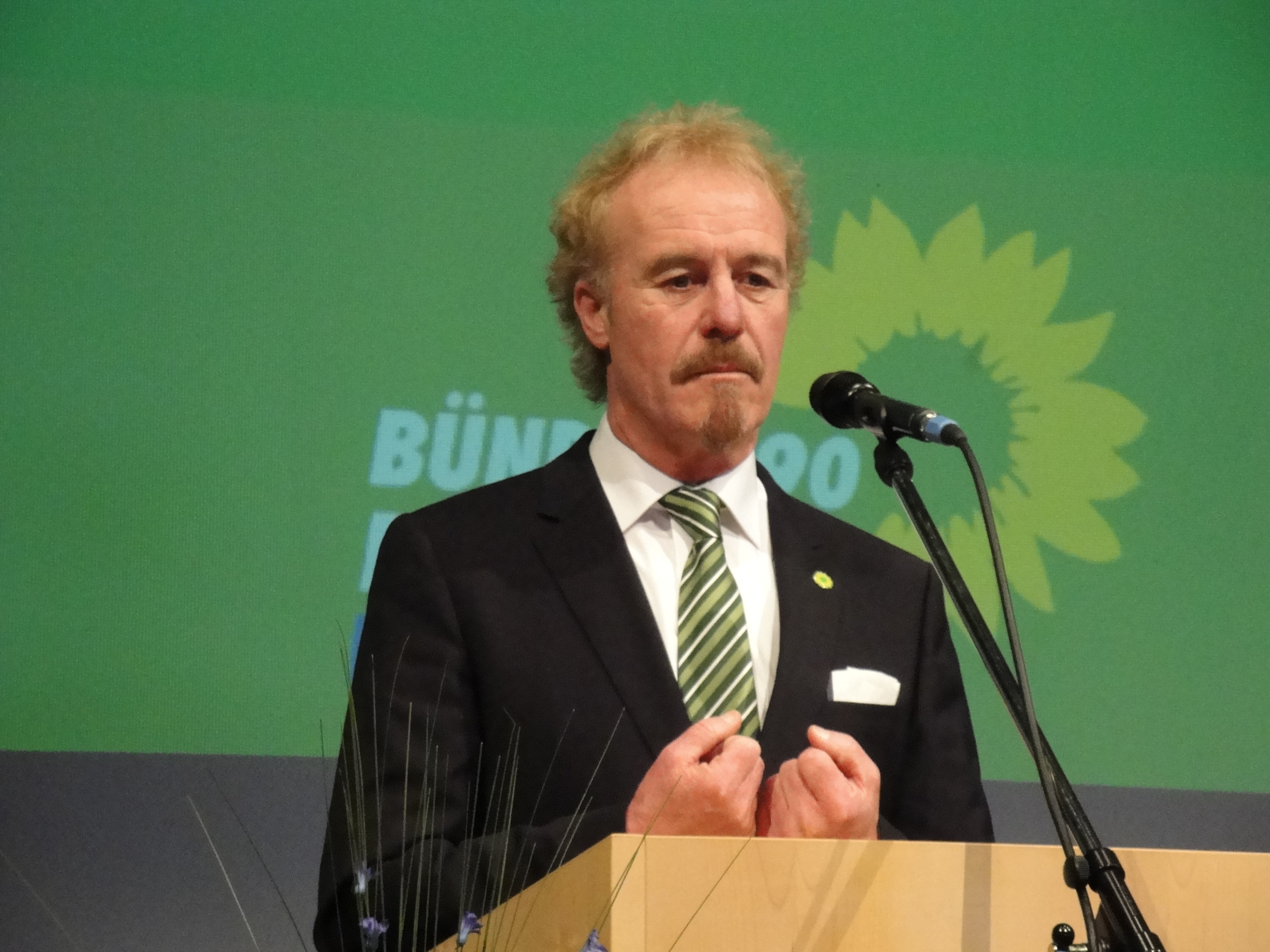
Eugen Schlachter

Eugen Schlachter (* 23. April 1957 in Maselheim) ist ein ehemaliger deutscher Politiker (seit 2025 FDP, zuvor Bündnis 90/Die Grünen). Von 2008 bis 2011 war er Mitglied des baden-württembergischen Landtags.

## Leben und Beruf
Eugen Schlachter wohnt in Maselheim in Oberschwaben, ist verheiratet und hat drei Kinder. Von Beruf ist er Diplom-Bankbetriebswirt und war Sprecher des Vorstandes der Raiffeisenbank Dellmensingen eG. Außerdem arbeitet er als freier Journalist für die Schwäbische Zeitung sowie als ehrenamtlicher Richter am Arbeitsgericht Ulm.

## Politik
Schlachter war 1992 in Stuttgart Mitgründer von UnternehmensGrün, dem Bundesverband der Grünen Wirtschaft (Berlin) und war auch als Schatzmeister Mitglied des Vorstandes. Ab 1989 war er Mitglied des Gemeinderats von Maselheim.
Schlachter galt als „eigentlicher Erfinder und ständiger Organisator“ des politischen Aschermittwochs in Biberach, der wichtigsten Aschermittwochsveranstaltung der Grünen. Bei der Landtagswahl in Baden-Württemberg 2001 kandidierte Schlachter im Wahlkreis Biberach, verfehlte jedoch den Einzug in den Landtag. Bei der Landtagswahl 2006 kandidierte er im Wahlkreis Biberach als Zweitkandidat von Oswald Metzger. Nachdem Metzger am 27. November 2007 seinen Austritt aus der Partei bekanntgegeben und angekündigt hatte, sein Landtagsmandat innerhalb der folgenden sechs Monate niederlegen zu wollen, gab die Partei bekannt, dass Schlachter als Nachfolger in den baden-württembergischen Landtag einziehen werde. Am 18. Februar 2008 zog er schließlich in den Landtag ein. Wie Metzger galt auch Schlachter als Pragmatiker innerhalb der Landtagsfraktion. Bei der Landtagswahl 2011 verfehlte er den erneuten Einzug in den Landtag.
Bei der Bundestagswahl 2013 kandidierte Schlachter auf Platz 16 der Landesliste der Grünen, verfehlte jedoch den Einzug in den Bundestag.
Im Mai 2025 verließ Schlachter die Grünen und trat der FDP bei.